# Rábcakapi
Rábcakapi là một thị trấn thuộc hạt Győr-Moson-Sopron, Hungary. Thị trấn này có diện tích 7,87 km², dân số năm 2010 là 173 người, mật độ 22 người/km².